# NGC 7321
NGC 7321 is een balkspiraalstelsel in het sterrenbeeld Pegasus. Het hemelobject werd op 17 november 1784 ontdekt door de Duits-Britse astronoom William Herschel.

## Synoniemen
- UGC 12103
- MCG 3-57-21
- ZWG 452.31
- KAZ 227
- IRAS 22340+2121
- PGC 69287